# Trobio (torrente)
Il torrente Trobio scorre attraverso la ripida Valle del Trobio e la sua percorrenza è relativamente breve.
È alimentato, oltre che dalla pioggia e dallo scioglimento della neve, anche dallo scioglimento estivo del Ghiacciaio del Trobio.
Il colore torbido dell'acqua, che gli ha valso l'appellativo "Trobio", è dovuto alla sospensione di particelle di limo glaciale (silt) , che il ghiacciaio sciogliendosi, si porta con sé. Raccolte le acque della valle si getta in una gola e, dopo una ripida corsa, confluisce nel Lago del Barbellino, determinandone in parte il colore dell'acqua.
Il torrente è carico di acque soprattutto nel periodo tra fine maggio e inizio agosto, a causa dello scioglimento delle nevi che si depositano nelle gole che circondano il Pizzo Recastello, sul Ghiacciaio del Gleno e nell'avvallamento che si apre tra il Monte Costone e il Monte Trobio.
Lungo il suo breve corso si possono trovare piante rare e protette.